# جايسون نيكول
جايسون نيكول (بالإنجليزية: Jason Nicolle)‏ هو لاعب إسكواش بريطاني، ولد في 4 نوفمبر 1965 في لندن في المملكة المتحدة.

## وصلات خارجية
- جايسون نيكول على موقع SquashInfo.com (الإنجليزية)
- جايسون نيكول على موقع اتحاد ألعاب الكومنولث (مؤرشف) (الإنجليزية)